# Jun'ichi Saga
 (février 2016).
Si vous disposez d'ouvrages ou d'articles de référence ou si vous connaissez des sites web de qualité traitant du thème abordé ici, merci de compléter l'article en donnant les références utiles à sa vérifiabilité et en les liant à la section « Notes et références ».
Jun'ichi Saga (佐賀 純一, Saga Jun'ichi) est un médecin et écrivain japonais né à Tsuchiura au Japon en 1941.

## Biographie
Après l'obtention de son diplôme de médecin de l'Université Keiō, Jun'ichi Saga fait son internat à Honolulu, Hawaï. À son retour au Japon il se rend compte qu'il n'existe pas de littérature sur la vie quotidienne des habitants de l'ile, il s'installe en tant que médecin dans sa région natale à une quarantaine de kilomètres au nord-ouest de Tokyo, sur le lac Kasumigaura, le deuxième plus grand lac du Japon. 
Il commence très tôt à enregistrer les témoignages de ses patients, recueillant ainsi de nombreux récits, qui seront compilés par la suite dans un livre, Mémoires de vent et de vagues, inédit en France. Dans Mémoires de paille et de soie, avec le même principe, il prend pour base les récits de personnes qui ont toutes plus de 80 ans, et qui ont vécu dans un Japon rural, disparu aujourd'hui. Sa profession de médecin l'amène également à rencontrer Ijichi Eiji, un ancien chef yakuza. Celui-ci, atteint d'un cancer en phase terminale, lui raconte petit à petit sa vie. Jun'ichi Saga l'enregistre, et retransmet son récit dans Mémoires d'un Yakuza, qui sera publié en 2007 en France.
Des paroles de l'album Love and Theft de Bob Dylan reprennent des passages du livre Mémoires d'un Yakuza.

## Source de la traduction
- (en) Cet article est partiellement ou en totalité issu de l’article de Wikipédia en anglais intitulé « Junichi Saga » (voir la liste des auteurs).